# Theages
Theages is een geslacht van vlinders van de familie spinneruilen (Erebidae), uit de onderfamilie Arctiinae.

## Soorten
- T. albidias Rothschild, 1912
- T. bricenoi Rothschild
- T. decoram Schaus, 1910
- T. flavicaput Hampson, 1898
- T. griseatum Rothschild, 1912
- T. hoffmani Travassos, 1962
- T. leucophaea Walker, 1855
- T. xantura Schaus, 1910